# The Cycle: Frontier
The Cycle: Frontier (früher The Cycle) ist ein First-Person-Shooter des deutschen Entwicklerstudios Yager Development. Der auf einem Free-to-play-Geschäftsmodell basierende Titel gehört zum Untergenre der Extraction-Shooter, in dem sich die Spieler auf einer verlassenen Alien-Welt auf die Suche nach wertvollen Ressourcen und anderen Reichtümern machen. Dabei werden sie durchgängig von einem tödlichen Sturm, wilden Bestien und anderen Mitspielern bedroht. Das Spiel wurde nach einer dreijährigen Early-Access-Phase am 8. Juni 2022 für Microsoft Windows veröffentlicht, aber bereits nach einem Jahr im September 2023 wieder eingestellt.

## Spielprinzip
The Cycle: Frontier ist ein Ego-Shooter im Subgenre Competitive Quester, der das Konzept PvP und PvE vermischt. Es spielt in einer Zukunft, in der interstellare Reisen möglich sind, und konzentriert sich auf eine Gruppe von Menschen, die auf der Raumstation Prospect Station leben. Die Spieler schlüpfen in die Rolle sogenannter Prospectors: Söldner mit der Aufgabe, auf einem gefährlichen Planeten namens Fortuna III zu landen.
Um eine Spielrunde zu gewinnen, müssen die Spieler gegeneinander antreten, Umweltgefahren trotzen, Beute sammeln und weitere Aufgaben abschließen. Nicht versicherte Gegenstände gehen im Todesfall verloren. Drei große Fraktionen, die Independent Civilian Advisory (ICA), Osiris und Korolev, bieten Auftragsarbeiten an, welche die Spieler durchführen sollen. Spieler haben die Möglichkeit, alleine, zu zweit oder zu dritt zu spielen. Spielinstanzen wurden zu Beginn alle sechs Monate zurückgesetzt.
The Cycle: Frontier bot bei Veröffentlichung zwei Karten und verfügt über Funktionen wie Handwerk, Anpassung der Ausrüstung und Charaktererscheinung sowie ein Battle-Pass-System.

## Entwicklung
Erste Entwürfe entstanden im Februar 2018, kurz nachdem Yager die Arbeit an Dreadnought abgeschlossen hatte. Acht Monate später wurde The Cycle auf der Gamescom 2018 enthüllt. Tragendes Konzept des Spiels war es, bekannte Mechaniken des Battle Royal-Genres mit einer vorgegebenen Erzählung und der sozialen Dynamik von Spielern bestimmter Handlungen zu verbinden. So sollte es möglich sein, mit anderen Spielern spontan einen „Pakt“ zu schließen, um gemeinsam die Aufgaben der jeweils anderen Spieler zu erledigen.
Im August 2018 wurde ein geschlossener Alpha-Test durchgeführt. Im August 2019 wurde das Spiel als Early-Access-Titel im Epic Games Store veröffentlicht. Die ursprünglich für Dezember 2020 geplante Veröffentlichung auf Steam verzögerte sich aufgrund von Änderungen der Entwicklungspläne und Problemen aufgrund der COVID-19-Pandemie auf Anfang 2021. Am 22. Juni 2022 endete die Early Access Phase. Das Spiel hatte sich zu diesem Zeitpunkt von einem klassischen Battle-Royal-Shooter zu einem Open-World-Spiel entwickelt, die ehemals 20 Minuten langen Spielrunden waren abgeschafft.
Im März 2023 erschien ein großes Update, mit welchem DLSS 3 unterstützt wurde und die regelmäßigen Wipes abgeschafft wurden. Außerdem wurde die Spielerfahrung für Einsteiger verbessert und verstärkt Maßnahmen gegen Cheater ergriffen. Auch wurde der Spielfortschritt verlangsamt und Anreize geschaffen nicht nur die beste verfügbare Ausrüstung zu nutzen.
Im Juni 2023 gab Yager bekannt, die Server für The Cycle: Frontier am 27. September 2023 abzuschalten. Begründet wurde der Schritt damit, dass eine weitere Unterstützung des Spiels „leider finanziell nicht tragbar“ sei. Zudem gab es Probleme mit Cheatern, wodurch neue Spieler abgeschreckt wurden. Entsprechende Gegenmaßnahmen kamen zu spät.

## Rezeption
Das Spiel erhielt insgesamt gemischte Kritiken.
Während der Entwicklung und auch kurz vor Veröffentlichung des Titels war das Presseecho insgesamt noch positiv. Insbesondere wurden wohlwollende Vergleiche zu Titeln wie Escape from Tarkov und Hunt: Showdown gezogen.
Die Spielprinzipien seien solide umgesetzt, die Spielinhalte wiederholten sich jedoch zu oft. Außerdem sei die Benutzeroberfläche tendenziell zu umständlich und es fehlten diverse Komfortfunktionen. Es sei jedoch eine stetige Fortentwicklung zu erkennen und bei Veröffentlichung waren bereits fünf weitere Karten angekündigt.
Kritisiert wurden der „abgenutzte“ Stil des Spiels, welcher Science-Fiction-Elemente und Western miteinander kombinierte. Überdies seien die Missionen eintönig. Die Raumstation als Hub zwischen den Einsätzen sei eine nette Idee, aber wesentlich umständlicher zu bedienen als ein Menü, ohne dem gegenüber echte Vorteile zu bieten.
Kurz nach der offiziellen Veröffentlichung im Juli 2022 waren über 40.000 Spieler im Spiel aktiv, was jedoch schnell auf unter 10.000 absank. Anfang 2023 wurden nur noch etwa 3.000 regelmäßige Nutzer verzeichnet. Infolge der Verbesserungen durch ein großes Update im März 2023 stieg die Spielerzahl zwischenzeitlich wieder in Richtung 10.000.